# Корбан, Геннадий Владимирович
Генна́дий Влади́мирович Ко́рбан (нем. Gennadi Korban; род. 1 февраля 1949, Энгельс, Саратовская область) — советский борец классического стиля, олимпийский чемпион, Заслуженный мастер спорта СССР (1979). Проживает в Германии, где занимается тренерской работой в KSV Köllerbach.

## Биография
Геннадий Владимирович Корбан родился 9 февраля 1949 года в городе Энгельсе Саратовской области.
Окончив 8 классов СШ № 11, будущий чемпион пошёл работать слесарем, параллельно учился в вечерней школе.
Борьбой начал заниматься в 1962 году. Первый тренер — Виктор Андреевич Качан.
Окончил факультет механизации сельского хозяйства Саратовского Института Механизации Сельского Хозяйства (СИМСХ).
Мастер спорта (1970), мастер спорта международного класса (1973). В 1974 году переехал из города Энгельса в город Курган и стал под руководством Вадима Фёдоровича Горбенко победителем чемпионата РСФСР (1977 г.) и призёром чемпионата СССР (1978 г.).
После этих успехов Геннадий Корбан был призван в ряды Вооружённых Сил и уже под цветами ЦСКА в 1979 году стал чемпионом мира и Европы, а на следующий год добился самого громкого успеха в своей спортивной биографии, выступая на Олимпиаде в Москве.
Тренеры: В. А. Качан, М. В. Стрижак, В. Ф. Горбенко, Н. И. Яковенко, Г. А. Вершинин.
Выступал:
- в 1970—1974 за «Буревестник» (Саратов)
- в 1976—1977 за Вооружённые силы (Курган)
- в 1978—1982 за Вооружённые силы (Москва).

В 1991 году переехал в Германию, где занимается тренерской работой в KSV Köllerbach, город Пютлинген района Саарбрюкен земли Саар.

## Олимпиада
На Летних Олимпийских играх 1980 года в Москве боролся в весовой категории до 82 килограммов.
В схватках:
- в первом круге на 8-й минуте выиграл у Михая Тома (Венгрия) ввиду дисквалификации противника за пассивность
- во втором круге на 8-й минуте тушировал Моххаммеда Эль-Улаби (Сирия);
- в третьем круге на 6-й минуте тушировал Детлефа Кюна (ГДР);
- в четвёртом круге по баллам со счётом 11-4 выиграл у Ян Долговича (Польша) и вышел в финал;
- в финальной встрече по баллам со счётом 13-7 выиграл у Павла Павлова (Болгария) и выиграл звание олимпийского чемпиона[7]

## Награды и звания
- Кавалер ордена Дружбы народов
- Почётный гражданин Энгельса
- Олимпийский чемпион в весовой категории до 82 килограммов (1980)
- Двукратный чемпион мира (1979, 1981)
- Двукратный чемпион Европы (1980, 1981)
- Серебряный призёр Кубка мира (1980)[8]
- Чемпион Всемирной Универсиады (1973)
- Двукратный чемпион СССР (1979, 1980)
- Чемпион Спартакиады народов СССР (1979)
- Чемпион РСФСР (1977)

В Энгельсе с 2007 года проводится всероссийский юношеский турнир для спортсменов не старше 13 лет на призы олимпийского чемпиона Геннадия Корбана.